# Баштуш
Ба́штуш (порт. Bastos; полное имя — Бартоломе́у Жаси́нту Кисса́нга (порт. Bartolomeu Jacinto Quissanga); род. 27 марта 1991 или 23 ноября 1991, Луанда) — ангольский футболист, защитник бразильского клуба «Ботафого» и национальной сборной Анголы.

## Карьера

### Клубная
Баштуш начал свою карьеру в родной Анголе. В период с 2011 по 2013 год он сыграл с «Петро Атлетико» в 105 играх, в которых забил 6 голов.
11 июля 2013 года Баштуш подписал трехлетний контракт с клубом Российской Премьер-лиги «Ростов». 26 апреля 2015 года забил первый гол за «Ростов», поразив ворота московского «Динамо».
17 августа 2016 года «Лацио» объявил о подписании контракта с Баштушем за 5 миллионов евро. Свой первый гол за «Лацио» он забил 17 сентября 2017 года, где клуб победил на выезде «Дженоа» со счетом 3:2. 
22 октября 2020 года заключил контракт с клубом «Аль-Айн» из Саудовской Аравии.
5 августа 2021 года вернулся в «Ростов» на правах аренды с правом выкупа. 7 марта 2022 года ФИФА объявила, что иностранные игроки в России смогут в одностороннем порядке приостановить свои контракты со своими клубами до 30 июня и подписать контракт с клубом за пределами России до той же даты. Баштуш вместе с другими легионерами ростовчан Деннисом Хаджикадуничем, Магнусом Кнудсеном, Армином Гиговичем и Понтусом Алмквистом воспользовались данной опцией и приостановили контракты с клубом. Вскоре после этого анголец планировал перейти в немецкую «Арминию», с которой договорился о контракте на два месяца. Однако переход не состоялся, так как Бундеслига отказалась заявлять игрока вне регистрационного периода.
8 сентября 2022 года Баштуш бесплатно перешел в  клуб из Саудовской Аравии «Аль-Ахли».

### В сборной
В национальной сборной с 2011 года, участник Кубка Африки 2013 года.

## Личная жизнь
Баштуш является старшим братом Фернанду Жасинту, который 28 ноября 2016 года подписал контракт с «Ростовом». И после 2-х месяцев покинул клуб.

## Достижения

### Командные
«Петру Атлетику»
- Бронзовый призёр чемпионата Анголы (2): 2011[9], 2012[10]
- Обладатель Кубка Анголы: 2012

 «Ростов»
- Серебряный призёр чемпионата России: 2015/16
- Обладатель Кубка России: 2013/14

 «Лацио»
- Обладатель Кубка Италии: 2018/19
- Обладатель Суперкубка Италии: 2019

 «Аль-Ахли»
- Победитель Первого дивизиона Саудовской Аравии: 2022/23

 «Ботафого»
- Чемпион Бразилии: 2024
- Обладатель Кубка Либертадорес: 2024

### Личные
- В списке 33 лучших футболистов чемпионата России: № 3 (2015/16)